# زابوزان
زابوزان (به لاتین: Zabuzan) یک منطقهٔ مسکونی در روسیه است که در استان آستراخان واقع شده‌است.